# Kia Roadster
De Kia Roadster is een sportauto van het Zuid-Koreaanse automerk Kia.

## Motor
De motor heeft een vermogen van 150kW (200pk) en heeft een turbo.